# هالیفاکس، جزیره پرنس ادوارد

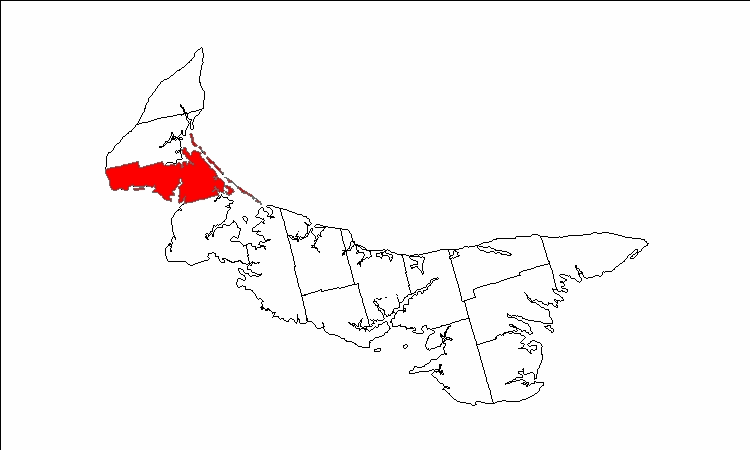
موقعیت در جزیره پرنس ادوارد

هالیفاکس پریش یک محله مدنی در پرینس کانتی در جزیره پرنس ادوارد در کانادا است. این منطقه با نقشه‌برداری ساموئل هلند بین سال‌های ۱۷۶۴ تا ۱۷۶۶ ایجاد شد.
مناطق تحت پوشش:
- لوت ۸
- لوت ۹
- لوت ۱۰
- لوت ۱۱
- لوت ۱۲